# Association pour la défense de la nature
 (novembre 2023).
L’Association pour la défense de la nature (ADN) a été fondé en 1986 par un groupe de personnes préoccupées par l'écologie. C'est une ONG qui a pour objectif la protection et l'étude de la nature en Andorre.
l'ADN applique ses propositions selon 3 préceptes de base : Conservation, Recherche et Vulgarisation.

## Information
En 2002, l'ADN a publié un Atlas des oiseaux nicheurs d'Andorre ((ca) Atles dels ocells nidificants d'Andorra).

## Collaborations
L'ADN est affilié à BirdLife International et le représente en Andorre,.